# Ophiusa rectificata
Ophiusa rectificata is een vlinder uit de familie spinneruilen (Erebidae). De wetenschappelijke naam is voor het eerst geldig gepubliceerd in 1841 door Berio.
De soort komt voor in tropisch Afrika.